# Neocallicrania
Neocallicrania is een geslacht van rechtvleugeligen uit de familie van de sabelsprinkhanen (Tettigoniidae). De wetenschappelijke naam van dit geslacht is voor het eerst voorgesteld door Hans Klaus Pfau in een publicatie uit 1996. De soorten in dit geslacht komen op het Iberisch schiereiland voor.

## Soorten
Het geslacht Neocallicrania omvat de volgende soorten:
- Neocallicrania barrosi Barat, 2013
- Neocallicrania bolivarii (Seoane, 1878)
- Neocallicrania lusitanica (Aires & Menano, 1916)
- Neocallicrania miegii (Bolívar, 1873)
- Neocallicrania selligera (Charpentier, 1825)
- Neocallicrania serrata (Bolívar, 1885)